# Notochaete
Notochaete es un género con dos especies de plantas con flores perteneciente a la familia Lamiaceae. Es originario de Himalaya hasta China.

## Especies
- Notochaete hamosa
- Notochaete longiaristata